# Mary Jane's Loves
Mary Jane's Loves è un cortometraggio muto del 1909 diretto da Lewin Fitzhamon.

## Trama
Una cameriera vuole suicidarsi perché le sue relazioni con un lattaio e poi con un matto non sono andate a buon fine.

## Produzione
Il film fu prodotto dalla Hepworth.

## Distribuzione
Distribuito dalla Hepworth, il film - un cortometraggio di 76,2 metri - uscì nelle sale cinematografiche britanniche nel settembre 1909.
Si conoscono pochi dati del film che, prodotto dalla Hepworth, fu distrutto nel 1924 dallo stesso produttore, Cecil M. Hepworth. Fallito, in gravissime difficoltà finanziarie, il produttore pensò in questo modo di poter almeno recuperare il nitrato d'argento della pellicola.